# Calea Moșilor, trecut și prezent
Calea Moșilor, trecut și prezent este un film documentar românesc de scurtmetraj din 1984 regizat de David Reu.